# Белый шаман (фильм)
«Белый шаман» — советский 3-серийный художественный телефильм 1982 года по одноимённому роману Николая Шундика.

## Сюжет
Действие происходит в 1930-1940-х гг. на Чукотке. С установлением советской власти в стойбище наступают перемены. Главный герой — охотник Пойгин — осознает значение происходящего не сразу. Происходит череда событий: столкновение с Чёрным шаманом, попытавшимся отнять у охотника любимую женщину, встреча с начальником культбазы Медведевым и др. Пойгин наблюдает за событиями, которые в итоге определяют его жизненную позицию. Он становится председателем первого колхоза на Чукотке.

## В ролях
- Джамбул Худайбергенов — Пойгин
- Есболган Жайсанбаев — Ятчоль
- Болот Бейшеналиев — Вапыскат, Чёрный шаман
- Байтен Омаров — богатый оленевод Этыкай
- Владимир Седов — Артём Петрович Медведев, начальник культбазы
- Николай Олялин — Степан Чугунов
- Нурмухан Жантурин — Рырка
- Меруерт Утекешева — Мэмэль
- Вадим Андреев — Журавлев
- Гульжан Аспетова — Пэпэв
- Олег Белов — Игорь Семёнович Величко, заведующий районо
- Светлана Тормахова — Медведева
- Амина Умурзакова — Екки
- Мендибай Утепбергенов — Майна-Воопка, муж Пэпэв, отец Омрыкая
- Светлана Хилтухина — Кайти
- Лилия Макеева — медсестра
- Клавдия Геутваль (озвучание)[1]